# 佐藤武男 (医師)
佐藤 武男（さとう たけお、1925年12月4日 - 2010年6月15日）は、日本の医師。
大阪府堺市生まれ。1951年大阪大学医学部卒、56年医学博士。大阪大学医学部耳鼻咽喉科講師、1975年熊本大学教授、1979年大阪府立成人病センターに移り、院長を務め、のち名誉総長。喉頭がんが専門で、近藤誠の「がんもどき」理論を批判した。

## 著書
- 『喉頭癌 その基礎と臨床』金原出版 1972
- 『食道発声法 その理論と実際』金原出版 1974
- 『喉頭のない人々と』阪喉会 1983
- 『のどのイガイガはがんの兆』北隆館 1983
- 『百歳まで 随筆集』医薬ジャーナル社 1989
- 『のど医者の記』医薬ジャーナル社 1991
- 『がんはここまで治る』光雲社 1992
- 『食道発声法 喉摘者のリハビリテーション』金原出版 1993
- 『がんを考える』医薬ジャーナル社 1994
- 『わが旅の記』医薬ジャーナル社 1996
- 『闘うがん、闘ってはいけない癌』徳間書店 1997
- 『一枚の風景画』医薬ジャーナル社 2002
- 『がんを語る 随想録』医薬ジャーナル社 2002

### 共編著
- 『癌ハンドブック』編 医薬ジャーナル社 1989
- 『がん患者の看護Q&A』新納京子共編 医薬ジャーナル社 1995
- 『ハンディ癌事典』編 医薬ジャーナル社 1996